# Eupteriomorphia
Super-ordre
Eupteriomorphia est un super-ordre de mollusques bivalves marins.

## Liste des ordres
D'après Rüdiger Bieler, Joseph G. Carter et Eugène V. Coan : 
- Ordre des Ostreoida
  - 2 familles
- Sous-ordre des Pectinoida
  - 7 familles
- Sous-ordre des Limoida
  - 1 famille
- Sous-ordre des Mytiloida
  - 1 famille
- Sous-ordre des Pterioida
  - 4 familles